# Mispila sonthianae
Mispila sonthianae là một loài bọ cánh cứng trong họ Cerambycidae.